# Pavlovien

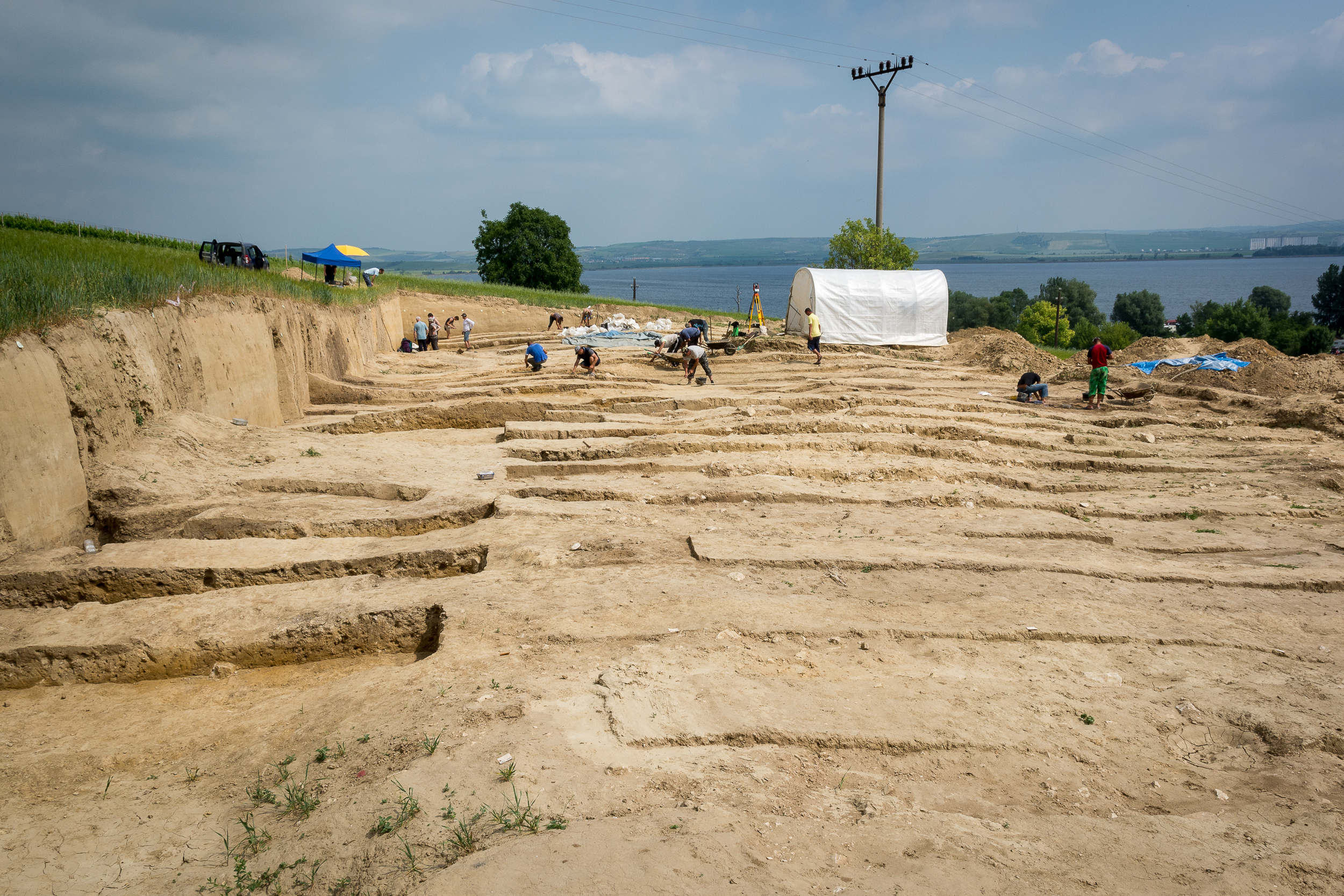
Výzkum archeologické lokality Pavlov I. v roce 2014

Pavlovien je facie mladopaleolitické kultury gravettienu, která se v období asi před 30 až 25 tisíci lety vyskytovala v oblasti středního Podunají (včetně našeho území). Pavlovien byl pojmenován dle moravské lokality Pavlov. Název v roce 1959 vytvořil francouzský badatel Henri Delporte (1920–2002) dle moravské lokality Pavlov pro odlišení místního projevu kultury gravettienu od francouzského.
Mezi archeologické lokality s pavlovienskými nálezy patří například Aggsbach v Rakousku, kde byla v roce 1908 nalezena tzv. Willendorfská venuše. Na Slovensku byla v roce 1938 spolu s dalšími nálezy objevena Moravanská venuše u Moravan nad Váhom. Archeolog Bohuslav Klíma v roce 1952 odkryl naleziště u jihomoravského Pavlova a spolupracoval Henrim Delportem. V roce 2016 zde byl vybudován archeopark. Nedaleko odtud byla v roce 1925 nalezena Věstonická venuše.
Pavlovien představuje nejen vrcholný rozkvět paleolitické kultury na Moravě, ale i vrchol umělecké tvorby celé Evropy v 
obobí přibližně 27 000–25 000 B. P.